# ایلیا اسمورگونر
ایلیا اسمورگونر (آلمانی: Ilja Smorguner; ۲۴ ژوئن ۱۹۸۴) کاراته‌کا اهل آلمان است.  وی در بازی‌های المپیک تابستانی ۲۰۲۰ شرکت کرده‌است.